# Équipe de Finlande de rugby à XV
L'équipe de Finlande de rugby à XV évolue en Conférence 2 européenne, dans la poule Nord, et participe aux éliminatoires des Coupe du monde. Le rugby est très peu développé en Finlande, la fédération ne comptant que 362 licenciés, dont 61 femmes, et 11 clubs.

## Histoire
La Finlande a joué son premier match en 1982 contre la Suisse (défaite). La première victoire fut remportée en 1991 contre la Norvège 18 à 3. En 2007, le parcours s'est achevé au premier tour contre la Bulgarie.
En 2019, la Finlande atteint la meilleure place de son histoire au classement World Rugby[Laquelle ?].

## Palmarès
- Coupe du monde : jamais qualifiée.
- Championnat d'Europe :
  - 2009-2010 : 5e de Division 3C
  - 2011-2012 : 5e de Division 2D
  - 2013-2014 : 4e de Division 2D
  - 2015-2016 : 4e de Division 2D
  - 2017 : 4e de Conférence 2 (nord)